# Quinto Cedício
Quinto Cedício (m. 256 a.C.; em latim: Quintus Caedicius) foi um político da gente Cedícia da República Romana eleito cônsul em 256 a.C. com Lúcio Mânlio Vulsão Longo. Era filho de Quinto Cedício Nótua, cônsul em 289 a.C..

## Consulado (256 a.C.)
Antes de ser cônsul, foi tribuno militar em 258 a.C.. Foi eleito cônsul em 256 a.C., o nono ano da Primeira Guerra Púnica, com Lúcio Mânlio Vulsão Longo, mas morreu ainda no cargo. Para substituí-lo, Marco Atílio Régulo foi nomeado cônsul sufecto.